# Crataegus serratissima
Crataegus serratissima är en rosväxtart som beskrevs av James Bird Phipps. Crataegus serratissima ingår i Hagtornssläktet som ingår i familjen rosväxter. Inga underarter finns listade i Catalogue of Life.